# Xynobius clypeatus
Xynobius clypeatus är en stekelart som först beskrevs av Jakimavicius 1979.  Xynobius clypeatus ingår i släktet Xynobius och familjen bracksteklar. Inga underarter finns listade i Catalogue of Life.